# Prida sechellensis
Prida sechellensis là một loài nhện trong họ Oonopidae.
Loài này thuộc chi Prida. Prida sechellensis được P. L. G. Benoit miêu tả năm 1979.